# Krzyż Bojowy
Krzyż Bojowy (port. Cruz de Combate) – drugie w hierarchii ważności brazylijskie odznaczenie wojskowe, ustanowione 17 sierpnia 1944.
Krzyż ten przeznaczony jest dla wyróżniającego się w działaniu personelu brazylijskich wojsk lądowych, nadawany z podziałem na klasy:
- I klasa – za akty odwagi lub wykazanie ducha poświęcenia podczas wykonywaniu misji bojowych (także dla wyróżniających się w walce jednostek);
- II klasa – za wyjątkowe wyczyny dokonane przez grupę wojskową, dla każdego z jej członków.

W brazylijskiej kolejności starszeństwa odznaczeń krzyż zajmuje miejsce bezpośrednio po Krzyżu Marynarki Wojennej, a za lotniczym Krzyżem Waleczności.